# André Jaunet
André Jaunet (né le 17 mai 1911 à Corné (Maine-et-Loire), et décédé le 13 décembre 1988 à Zurich) est un flûtiste suisse dans l'ère de Marcel Moyse.

## Carrière
Il remporte en 1939 le premier prix du concours de Genève.
Après avoir occupé le poste de flûte soliste à l'Opéra de Lille (France), dans l'orchestre de Winterthour (Suisse), et de l'Orchestre Symphonique de Berne (Suisse), Jaunet s'est installé à Zurich, où il était flûte soliste de l'Orchestre de la Tonhalle de Zurich de 1938 à 1978. Il a enseigné au Conservatoire et Haute École de Musique (aujourd'hui : Zürcher Hochschule der Künste) de 1938 à 1981. En 1973, il a accepté un poste de professeur invité au long de l'année à la Hochschule für Musik Freiburg (Fribourg-en-Brisgau - Allemagne). En 1977, il a été professeur invité à l'Université de Toronto (Canada) pendant un an. Il a participé aux jurys de nombreux concours hors de la Suisse. Jaunet a donné des cours d'été à Banff (Canada), au Japon, en Suède, en Hollande et, à la fin de sa vie (entre 1982 et 1988), il a donné des master-classes annuelles dans les villes suisses de Thoune et Obersaxen.
Parmi d'autres, il enseigna à Aurèle Nicolet et Peter-Lukas Graf.

## Discographie
- Wie Meister Üben (Comment les maîtres s'entraînent)